# Андреева, Людмила Яковлевна
Людмила Яковлевна Андреева (род. 20 ноября 1951, Платоно-Александровское, Приморский край) — советская спортсменка, чемпионка СССР (1973) и призёр чемпионата Европы (1973) по академическая гребле. Мастер спорта СССР международного класса (1973).

## Биография
Родилась 20 ноября 1951 года в селе Платоно-Александровское Ханкайского района Приморского края в семье военного. Выросла в Ленинграде, где в возрасте 16 лет начала заниматься академической греблей в спортивном обществе «Спартак» у Валентины Подгайской. С 1970 года с ней также работала Валентина Калегина.
Наиболее значимых результатов добивалась в первой половине 1970-х годов, в 1973 году становилась чемпионкой СССР, бронзовым призёром чемпионата Европы и победительницей Большой московской регаты в классе четвёрок парных с рулевыми.
В 1975 году окончила ГДОИФК им. П. Ф. Лесгафта. В 1979 году завершила свою спортивную карьеру. В 1979–1990 годах была директором СДЮСШОР по гребному спорту ДСО «Спартак». С 1990 по 2001 год работала в Cанкт-Петербургской банковской школе Центрального банка России. В 2001–2008 годах занималась тренерской деятельностью в гребном клубе «Приморец», где одной из её учениц была многократная чемпионка России Мария Боталова (Красильникова).
В 1990-х и начале 2000-х годов участвовала в ветеранских соревнованиях, в 1994 году становилась победительницей Всемирных игр ветеранов спорта в классе двоек парных.